# Pterocomma populifoliae
Pterocomma populifoliae är en insektsart som först beskrevs av Fitch 1851.  Pterocomma populifoliae ingår i släktet Pterocomma och familjen långrörsbladlöss. Inga underarter finns listade i Catalogue of Life.